# Гангстерски одред
„Гангстерски одред“ (енгл. Gangster Squad) је амерички филм из 2012. режисера Рубена Флајшера који су, између осталих, продуцирали Ден Лин и Кевин Мекормик.
Филм је премијерно приказан 7. јануара 2013. у Лос Анђелесу, а 29. јануара 2013. у београдском Сава центру.

## Радња
У Лос Анђелесу, 1949, ништа се не дешава без одобрења бруклинског мафијашког боса, бившег боксера Микија Коена (Шон Пен). Он контролише цео град, стичући своју илегалну зараду од дилера дроге, проститутки и свих коцкарница западно од Чикага. Све то успева да уради под заштитом својих плаћених џелата, као и корумпиране лосанђелеске полиције и политичара, који му стоје на располагању.
Овако свирепа слика града Анђела довољна је да држи подаље чак и најправедније и најхрабрије људе. Али не и тим тајне полиције који чине наредник Џон О’Мара (Џош Бролин) и Џери Вутерс (Рајан Гослинг), који је кренуо да уништи Коена једном заувек. Њима се придружује још неколико полицајаца, један по један. Изузетан инжењер електронике (Ђовани Рибизи), црни полицајац (Ентони Меки), старији каубој, непобедиви револвераш, звезда илустрованих часописа (Роберт Патрик) и Мексиканац Навидад (Мајкл Пења).

## Улоге
| Глумац            | Улога                     |
| ----------------- | ------------------------- |
| Шон Пен           | Мики Коен                 |
| Џош Бролин        | Џон О’Мара                |
| Рајан Гозлинг     | Џери Вутерс               |
| Ема Стоун         | Грејс Фарадеј             |
| Ник Нолти         | Бил Паркер                |
| Ђовани Рибизи     | Конвел Килер              |
| Роберт Патрик     | Макс Кенард               |
| Ентони Маки       | Коулмен Харис             |
| Мајкл Пења        | Навидад Рамирез           |
| Миреј Инос        | Кони О’Мара               |
| Џек Конли         | шериф Јуџин В. Бискаилуз  |
| Џек Мекги         | поручник Квинкенон        |
| Саливан Стејплтон | Џек Вејлен                |
| Холт Макалани     | Карл Ленокс               |
| Џон Полито        | Џек Драгна                |
| Трој Герити       | гангстер, Коенов утеривач |
| Дон Харви         | полицајац Фанстон         |
| Френк Грило       | Русо                      |